# Schillerstraße 13 (Darmstadt)
Das Landhaus in der Schillerstraße 13 ist ein Bauwerk in Darmstadt-Eberstadt. Es ist aus architektonischen und stadtgeschichtlichen Gründen ein Kulturdenkmal.

## Geschichte und Beschreibung
Das Landhaus wurde im Jahre 1934 nach Plänen des Architekten Jan Hubert Pinand erbaut.
Es ist das einzige Landhaus in Darmstadt, das zwischen den Weltkriegen mit einer Bruchsteinfassade errichtet wurde.
Das Baujahr (1934) des ungewöhnlichen Einfamilienhauses steht in großen Metallziffern auf der Nordfassade.
Der Architekt orientierte sich bei der Planung des Hauses an historischen Vorbildern.
Typische Versatzstücke des Landhausentwurfs sind die expressionistisch horizontal verschalte Holzhaustür und die gotisch anmutenden geschwungenen Fenster.
Das Wohnhaus wirkt schlicht geformt und hat ein einfaches Satteldach – eine in der Bauzeit gängige Form.
Das Landhaus, die Einfriedung und der Garten bilden ein harmonisches Ensemble.
Auf dem Anwesen dominieren Naturmaterialien und der alte Baumbestand.
Die Gartentreppen wurden aus rotem Klinkern gemauert.
Die erhaltene historische Einfriedung besteht aus einer teilweise mannshohen Bruchsteinmauer mit einem Klinkerabschluss.

## Varia
Zu Beginn der 1930er-Jahre verlegte sich Pinand auf die Planung von Bruchsteingebäuden.
Pinand entwarf die Liebfrauenkirche und im Odenwald mehrere Kirchen in Bruchstein.
Das Landhaus in der Schillerstraße ist das einzige bekannte Bruchsteinwohnhaus von Pinand.